# Kearran Giovanni
Kearran Giovanni (Katy, 16 dicembre 1981) è un'attrice statunitense.
È conosciuta principalmente per aver interpretato il ruolo della detective Amy Sykes nella serie televisiva Major Crimes.

## Biografia
Kearran Giovanni nasce in una piccola cittadina del Texas. Diplomata al Cincinnati Conservatory of Music, di Cincinnati inizia la sua carriera di attrice nel 1999 trascorrendo la maggior parte della sua carriera a Broadway.
Ha recitato al fianco di Hugh Jackman nel pluripremiato spettacolo Hugh Jackman, back on Broadway. Sempre a Broadway ha recitato in Big Fish: A Musical of Mythical Proportion nel ruolo di Josephine in cui è stata co-protagonista al fianco di Michael C. Hall.
In televisione si ricordano i ruoli della detective Amy Sykes nella serie televisiva Major Crimes, nel ruolo di Dr. Vivian Wrighte nella soap televisiva Una vita da vivere, in alcuni episodi di Law & Order, di Royal Pains e di Beauty and the Beast.

## Filmografia

### Televisione
- Una vita da vivere (2009-2012)
- Royal Pains, episodio Addio ai Barnes (2012)
- Major Crimes (2012-2018)
- Beauty and the Beast, episodio Un amore difficile (2013)
- Designated Survivor, episodi Le direttive del partito e Il nono seggio (2017)
- Dynasty, episodio Io non rispondo a nessun uomo (2018)
- Bull, episodio Il tassello mancante (2018)
- Suspicion, regia di Brad Anderson - film TV (2018)
- Black Lightning, 7 episodi (2018-2019)
- The Resident, 6 episodi (2019-2020)
- American Soul, 5 episodi (2020)

## Doppiatrici italiane
Nelle versioni in italiano delle opere in cui ha recitato, Kearran Giovanni è stata doppiata da:
- Barbara De Bortoli in Major Crimes, Walker
- Benedetta Degli Innocenti in All Rise (ep. 2x09)
- Chiara Colizzi in All Rise (ep. 3x03)